# NGC 270
NGC 270 ist eine linsenförmige Galaxie vom Hubble-Typ S0/a im Sternbild Walfisch südlich des Himmelsäquators. Sie ist schätzungsweise 171 Millionen Lichtjahre von der Milchstraße entfernt und hat einen Durchmesser von etwa 85.000 Lichtjahren. 

Im selben Himmelsareal befinden sich u. a. die Galaxien NGC 277 und NGC 291.
Das Objekt wurde  am 10. Dezember 1798 von dem deutsch-britischen Astronomen Wilhelm Herschel entdeckt.